# Rajd Szkocji 2010
Rezultaty Rajdu Szkocji (Rally of Scotland 2010), eliminacji Intercontinental Rally Challenge w 2010 roku, który odbył się w dniach 15 października - 17 października. Była to jedenasta runda IRC w tamtym roku oraz piąta szutrowa. Bazą rajdu było miasto Perth. Zwycięzcami rajdu została fińska załoga Juho Hänninen i Mikko Markkula, jadąca Škodą Fabią S2000. Wyprzedzili oni Norwegów Andreasa Mikkelsena i Olę Fløene w Fordzie Fieście S2000 oraz brytyjsko-irlandzką załogę Krisa Meeke i Paula Nagle'a w Peugeocie 207 S2000.
Rajdu nie ukończyło 11 kierowców. Na 7. odcinku specjalnym odpadł Brytyjczyk Guy Wilks (Škoda Fabia S2000), który miał awarię wału napędowego. Na 5. oesie swój udział w rajdzie zakończył jego rodak, Alister McRae (Proton Satria Neo S2000), który doznał awarii alternatora. Na 10. oesie wypadek miał Belg Thierry Neuville (Peugeot 207 S2000). Na 7. oesie wycofał się Irlandczyk Keith Cronin (Proton Satria Neo S2000), a na 10. - Brazylijczyk Daniel Oliveira (Peugeot 207 S2000).

## Klasyfikacja ostateczna
| Miejsce                  | Zawodnik                 | Pilot                    | Samochód                 | Czas                     | Strata                   | Punkty                   |
| IRC (punktowane pozycje) | IRC (punktowane pozycje) | IRC (punktowane pozycje) | IRC (punktowane pozycje) | IRC (punktowane pozycje) | IRC (punktowane pozycje) | IRC (punktowane pozycje) |
| ------------------------ | ------------------------ | ------------------------ | ------------------------ | ------------------------ | ------------------------ | ------------------------ |
| 1.                       | Juho Hänninen            | Mikko Markkula           | Škoda Fabia S2000        | 2:01:07.4                | 0.0                      | 10                       |
| 2.                       | Andreas Mikkelsen        | Ola Fløene               | Ford Fiesta S2000        | 2:01:32.9                | 25.5                     | 8                        |
| 3.                       | Kris Meeke               | Paul Nagle               | Peugeot 207 S2000        | 2:04:31.6                | 3:24.2                   | 6                        |
| 4.                       | David Bogie              | Kevin Rae                | Mitsubishi Lancer Evo IX | 2:13:08.7                | +12:01.3                 | 5                        |
| 5. (6.)                  | Siim Plangi              | Marek Sarapuu            | Honda Civic Type R3      | 2:15:46.4                | +14:39.0                 | 4                        |
| 6. (7.)                  | Eamonn Boland            | Mick Morrissey           | Mitsubishi Lancer Evo X  | 2:17:46.2                | +16:38.8                 | 3                        |
| 7. (8.)                  | Burcu Çetinkaya          | Ciçek Guney              | Peugeot 207 S2000        | 2:18:03.5                | +16:56.1                 | 2                        |
| 8. (9.)                  | Harry Hunt               | Sebastian Marshall       | Ford Fiesta R2           | 2:22:46.9                | +21:39.5                 | 1                        |

## Zwycięzcy odcinków specjalnych
| Dzień      | Odcinek | G. rozp. | Nazwa           | Długość | Zwycięzca            | Czas    | Lider rajdu   |
| ---------- | ------- | -------- | --------------- | ------- | -------------------- | ------- | ------------- |
| 1 (15 PAŹ) | SS1     | 20:11    | Scone Palace 1  | 3.37km  | Guy Wilks            | 2:08.5  | Guy Wilks     |
| 1 (15 PAŹ) | SS2     | 20:30    | Scone Palace 2  | 3.37km  | Guy Wilks Kris Meeke | 2:07.5  | Guy Wilks     |
| 2 (16 PAŹ) | SS3     | 07:20    | Craigvinean 1   | 17.34km | Kris Meeke           | 10:32.5 | Kris Meeke    |
| 2 (16 PAŹ) | SS4     | 08:45    | Drummond Hill 1 | 15.08km | Juho Hänninen        | 8:42.5  | Kris Meeke    |
| 2 (16 PAŹ) | SS5     | 10:10    | Errochty 1      | 17.68km | Juho Hänninen        | 9:57.8  | Guy Wilks     |
| 2 (16 PAŹ) | SS6     | 13:50    | Craigvinean 2   | 17.34km | Juho Hänninen        | 10:26.2 | Juho Hänninen |
| 2 (16 PAŹ) | SS7     | 15:15    | Drummond Hill 2 | 15.08km | Juho Hänninen        | 8:40.0  | Juho Hänninen |
| 2 (16 PAŹ) | SS8     | 16:40    | Errochty 2      | 17.68km | Andreas Mikkelsen    | 9:55.5  | Juho Hänninen |
| 3 (17 PAŹ) | SS9     | 08:40    | Clashmore 1     | 15.95km | Guy Wilks            | 10:04.1 | Juho Hänninen |
| 3 (17 PAŹ) | SS10    | 10:10    | Loch Ard 1      | 29.04km | Guy Wilks            | 18:47.8 | Juho Hänninen |
| 3 (17 PAŹ) | SS11    | 11:40    | Clashmore 2     | 15.95km | Juho Hänninen        | 10:08.3 | Juho Hänninen |
| 3 (17 PAŹ) | SS12    | 13:10    | Loch Ard 2      | 29.04km | Guy Wilks            | 18:43.9 | Juho Hänninen |